# Campionato italiano lead di arrampicata
Il Campionato italiano lead di arrampicata è una competizione nazionale di arrampicata a cadenza annuale organizzata dalla Federazione Arrampicata Sportiva Italiana (FASI) a partire dalla stagione 1985.
Gli altri due Campionati italiani di specialità dell'arrampicata sono:
- il Campionato italiano boulder di arrampicata
- il Campionato italiano speed di arrampicata

Nel 1985 e 1986 il titolo di campione italiano venne stabilito in base ai piazzamenti ottenuti dagli atleti partecipanti a Sportroccia. Nel 1987 il campionato si spostò invece sulle pareti artificiali del Palazzo a Vela di Torino.
Dal 1989 al 1993 invece che in una gara unica il Campionato italiano lead si disputò a tappe. Nel 1994 si tornò alla gara unica e il Campionato venne affiancato da un circuito di competizioni chiamato Coppa Italia lead di arrampicata.

## Edizioni
| Ed. | Anno | Luogo                        | Data              | Note   |
| --- | ---- | ---------------------------- | ----------------- | ------ |
| 1   | 1985 | Bardonecchia                 | 5 - 7 luglio      |        |
| 2   | 1986 | Bardonecchia                 | 11 - 13 luglio    |        |
| 3   | 1987 | Torino                       | 12 - 13 dicembre  |        |
| 4   | 1988 | Bardonecchia Torino (indoor) | 15 - 17 luglio    |        |
| 5   | 1989 | 5 tappe                      |                   |        |
| 6   | 1990 | 6 tappe                      |                   |        |
| 7   | 1991 | ? tappe                      |                   |        |
| 8   | 1992 | 3 tappe                      |                   |        |
| 9   | 1993 | 2 tappe                      |                   |        |
| 10  | 1994 | Padova                       | 25 settembre      |        |
| 11  | 1995 | Courmayeur                   | 20 gennaio        |        |
| 12  | 1996 | Torino                       | 2 novembre        |        |
| 13  | 1997 | Longarone                    | 13 ottobre        |        |
| 14  | 1998 | Aprica                       | 13 dicembre       | [ 2 ]  |
| 15  | 1999 | Aprica                       | 20 novembre       | [ 3 ]  |
| 16  | 2000 | Torino                       | 24 novembre       | [ 4 ]  |
| 17  | 2001 | Sesto                        | 27 - 28 ottobre   | [ 5 ]  |
| 18  | 2002 | Aprica                       | 5 ottobre         | [ 6 ]  |
| 19  | 2003 | Penne                        | 8 - 9 novembre    | [ 7 ]  |
| 20  | 2004 | Aprica                       | 9 ottobre         | [ 8 ]  |
| 21  | 2005 | Valdagno                     | 5 novembre        | [ 9 ]  |
| 22  | 2006 | Premana                      | 9 dicembre        | [ 10 ] |
| 23  | 2007 | Valdagno                     | 27 ottobre        | [ 11 ] |
| 24  | 2008 | Valdagno                     | 11 ottobre        | [ 12 ] |
| 25  | 2009 | Valdagno                     | 19 dicembre       | [ 13 ] |
| 26  | 2010 | Torino                       | 18 dicembre       | [ 14 ] |
| 27  | 2011 | Aprica                       | 3 dicembre        | [ 15 ] |
| 28  | 2012 | Aprica                       | 6 ottobre         | [ 16 ] |
| 29  | 2013 | Torino                       | 26 ottobre        | [ 17 ] |
| 30  | 2014 | Bolzano                      | 28 settembre      | [ 18 ] |
| 31  | 2015 | Trento                       | 21 dicembre       | [ 19 ] |
| 32  | 2016 | Cavareno                     | 8 dicembre        | [ 20 ] |
| 33  | 2017 | Valdagno                     | 4 novembre        | [ 21 ] |
| 34  | 2018 | Brunico                      | 23 settembre      | [ 22 ] |
| 35  | 2019 | Torino                       | 9 - 10 novembre   | [ 23 ] |
| 36  | 2020 | Brunico                      | 12 - 13 settembre | [ 24 ] |
| 37  | 2021 | Torino                       | 30 - 31 ottobre   | [ 25 ] |
| 38  | 2022 | Arco                         | 8 - 9 ottobre     | [ 26 ] |

## Albo d'oro

### Uomini
| Anno | Oro                 | Argento             | Bronzo                           |
| ---- | ------------------- | ------------------- | -------------------------------- |
| 1985 | Roberto Bassi       | Andrea Gallo        | Mario Roversi                    |
| 1986 | Roberto Bassi       | Andrea Di Bari      | Maurizio Giordani                |
| 1987 | Marzio Nardi        | Andrea Gallo        | Andrea Di Bari                   |
| 1988 | Marzio Nardi        | Alberto Gnerro      | Andrea Di Bari                   |
| 1989 | Alberto Gnerro      | Stefano Alippi      | Andrea Gallo                     |
| 1990 | Alberto Gnerro      | Severino Scassa     | Andrea Gallo                     |
| 1991 | Severino Scassa     | Luca Giupponi       | Nicola Sartori                   |
| 1992 | Alberto Gnerro      | Luca Giupponi       | Nicola Sartori                   |
| 1993 | Luca Zardini        | Stefano Alippi      | Alberto Gnerro                   |
| 1994 | Luca Zardini        | Cristian Brenna     | Stefano Alippi                   |
| 1995 | Cristian Brenna     | Luca Zardini        | Donato Lella                     |
| 1996 | Luca Zardini        | Cristian Brenna     | Luca Giupponi                    |
| 1997 | Christian Core      | Cristian Brenna     | Luca Zardini                     |
| 1998 | Cristian Brenna     | Flavio Crespi       | Bernardino Lagni                 |
| 1999 | Cristian Brenna     | Bernardino Lagni    | Stefano Alippi                   |
| 2000 | Luca Zardini        | Luca Giupponi       | Alberto Gnerro                   |
| 2001 | Bernardino Lagni    | Flavio Crespi       | Luca Zardini                     |
| 2002 | Flavio Crespi       | Bernardino Lagni    | Cristian Brenna                  |
| 2003 | Flavio Crespi       | Bernardino Lagni    | Luca Zardini                     |
| 2004 | Flavio Crespi       | Fabrizio Droetto    | Luca Zardini                     |
| 2005 | Flavio Crespi       | Luca Zardini        | Massimo Battaglia                |
| 2006 | Flavio Crespi       | Fabrizio Droetto    | Donato Lella                     |
| 2007 | Flavio Crespi       | Luca Zardini        | Gabriele Moroni                  |
| 2008 | Luca Zardini        | Nicola De Mattia    | Jacopo Larcher                   |
| 2009 | Luca Zardini        | Gabriele Moroni     | Flavio Crespi                    |
| 2010 | Luca Zardini        | Silvio Reffo        | Donato Lella                     |
| 2011 | Marcello Bombardi   | Stefano Ghisolfi    | Silvio Reffo Francesco Vettorata |
| 2012 | Stefano Ghisolfi    | Francesco Vettorata | Nicola De Mattia                 |
| 2013 | Stefano Ghisolfi    | Silvio Reffo        | Francesco Vettorata              |
| 2014 | Stefano Ghisolfi    | Michael Piccolruaz  | Marcello Bombardi                |
| 2015 | Stefano Ghisolfi    | Francesco Vettorata | Marcello Bombardi                |
| 2016 | Francesco Vettorata | Stefano Ghisolfi    | Giorgio Bendazzoli               |
| 2017 | Stefano Ghisolfi    | Marcello Bombardi   | Francesco Vettorata              |
| 2018 | Stefano Ghisolfi    | Francesco Vettorata | Filip Schenk                     |
| 2019 | Marcello Bombardi   | Stefano Ghisolfi    | Davide Marco Colombo             |
| 2020 | Stefano Ghisolfi    | Marcello Bombardi   | Francesco Vettorata              |
| 2021 | Stefano Ghisolfi    | Alberto Gotta       | Marcello Bombardi                |
| 2022 | Stefano Ghisolfi    | Marcello Bombardi   | Davide Marco Colombo             |
| 2023 | Filip Schenk        | Arsène Duval        | Giorgio Tomatis                  |

### Donne
| Anno | Oro                 | Argento             | Bronzo                |
| ---- | ------------------- | ------------------- | --------------------- |
| 1985 | Luisa Iovane        | Emanuela Lanza      | Giuliana Scaglioni    |
| 1986 | Rosanna Manfrini    | Giuliana Scaglioni  | Emanuela Lanza        |
| 1987 | Luisa Iovane        | Laura Ferrero       | Daniela Luzzini       |
| 1988 | Luisa Iovane        | Daniela Luzzini     | Raffaella Valsecchi   |
| 1989 | Paola Pons          | Luisa Iovane        | Raffaella Valsecchi   |
| 1990 | Luisa Iovane        | Daniela Luzzini     | Raffaella Valsecchi   |
| 1991 | Daniela Luzzini     | Paola Pons          | Raffaella Valsecchi   |
| 1992 | Luisa Iovane        | Antonella Strano    | Raffaella Negretti    |
| 1993 | Luisa Iovane        | Lisa Benetti        | Antonella Strano      |
| 1994 | Luisa Iovane        | Antonella Strano    | Nadia Tiraboschi      |
| 1995 | Raffaella Valsecchi | Stella Marchisio    | Laura Ferrero         |
| 1996 | Luisa Iovane        | Raffaella Valsecchi | Stella Marchisio      |
| 1997 | Stella Marchisio    | Luisa Iovane        | Lisa Benetti          |
| 1998 | Jenny Lavarda       | Luisa Iovane        | Stella Marchisio      |
| 1999 | Jenny Lavarda       | Luisa Iovane        | Martina Artioli       |
| 2000 | Jenny Lavarda       | Luisa Iovane        | Mirella Frati         |
| 2001 | Lisa Benetti        | Luisa Iovane        | Jenny Lavarda         |
| 2002 | Jenny Lavarda       | Lisa Benetti        | Luisa Iovane          |
| 2003 | Jenny Lavarda       | Luisa Iovane        | Claudia Salvadori     |
| 2004 | Jenny Lavarda       | Luisa Iovane        | Angelika Rainer       |
| 2005 | Jenny Lavarda       | Lisa Benetti        | Claudia Battaglia     |
| 2006 | Jenny Lavarda       | Luisa Iovane        | Manuela Valsecchi     |
| 2007 | Jenny Lavarda       | Angelika Rainer     | Sara Avoscan          |
| 2008 | Jenny Lavarda       | Manuela Valsecchi   | Anna Gislimberti      |
| 2009 | Jenny Lavarda       | Anna Gislimberti    | Manuela Valsecchi     |
| 2010 | Jenny Lavarda       | Andrea Pruenster    | Manuela Valsecchi     |
| 2011 | Jenny Lavarda       | Sara Avoscan        | Andrea Pruenster      |
| 2012 | Jenny Lavarda       | Andrea Ebner        | Claudia Ghisolfi      |
| 2013 | Claudia Ghisolfi    | Federica Mingolla   | Asja Gollo            |
| 2014 | Asja Gollo          | Jenny Lavarda       | Claudia Ghisolfi      |
| 2015 | Laura Rogora        | Jenny Lavarda       | Asja Gollo            |
| 2016 | Laura Rogora        | Andrea Ebner        | Jenny Lavarda         |
| 2017 | Jenny Lavarda       | Laura Rogora        | Asja Gollo            |
| 2018 | Laura Rogora        | Asja Gollo          | Sara Avoscan          |
| 2019 | Laura Rogora        | Claudia Ghisolfi    | Silvia Cassol         |
| 2020 | Laura Rogora        | Giorgia Tesio       | Federica Papetti      |
| 2021 | Laura Rogora        | Alessia Mabboni     | Ilaria Maria Scolaris |
| 2022 | Camilla Moroni      | Claudia Ghisolfi    | Giorgia Tesio         |
| 2022 | Laura Rogora        | Giorgia Tesio       | Camilla Moroni        |

## Maggiori vincitori di campionati italiani lead
Nelle seguenti tabelle sono indicati tutti gli atleti vincitori di almeno 2 campionati italiani.

### Uomini
| Nome              | Campionati italiani lead |
| ----------------- | ------------------------ |
| Stefano Ghisolfi  | 9                        |
| Luca Zardini      | 7                        |
| Flavio Crespi     | 6                        |
| Cristian Brenna   | 3                        |
| Alberto Gnerro    | 3                        |
| Roberto Bassi     | 2                        |
| Marzio Nardi      | 2                        |
| Marcello Bombardi | 2                        |

### Donne
| Nome          | Campionati italiani lead |
| ------------- | ------------------------ |
| Jenny Lavarda | 15                       |
| Luisa Iovane  | 8                        |
| Laura Rogora  | 7                        |